# Atanasio Ndongo
Atanasio Ndongo Miyono (sus apellidos son a veces también escritos como Ndong Miyone) (Río Benito, 1928 – Bata, 26 de marzo de 1969) fue un político ecuatoguineano.

## Biografía
Atanasio Ndongo Miyono nació en 1928 en Egombegombe, Río Benito (hoy Mbini), siendo primo del que sería el primer arzobispo de Guinea Ecuatorial, Rafael María Nze Abuy.
Seminarista en su juventud, en septiembre de 1951 es expulsado, junto a Enrique Gori, del Seminario de Banapá por dirigir una huelga en protesta de la mala alimentación, vinculada al naciente movimiento independentista Cruzada Nacional de Liberación de la Guinea Ecuatorial (luego renombrado a Monalige). Fue el presidente del Monalige (Movimiento Nacional de Liberación de Guinea Ecuatorial), exiliándose en Argelia y Gabón hasta la constitución del Gobierno autónomo de Bonifacio Ondó en 1964, cuando pudo regresar. Impulsó la organización de las llamadas "Milicias azules" (o "Jóvenes azules") afines al Monalige. Participó en la Conferencia Constitucional (1967-1968) que elaboró la Constitución de Guinea Ecuatorial de 1968. 
En las elecciones del 22 de septiembre de 1968 obtuvo en la primera vuelta 18.223 votos, y dio su apoyo para la segunda vuelta a la candidatura de Francisco Macías que se presentaba por el partido IPGE (Idea Popular de la Guinea Ecuatorial), ocupando el cargo de Ministro de Asuntos Exteriores durante el primer gobierno de éste. Compuso, en colaboración con Saturnino Ibongo, el Himno nacional de Guinea Ecuatorial que se usa desde la independencia del país.
Durante la crisis diplomática entre España y Guinea Ecuatorial de 1969, se enfrentó a Macías, y según se afirma, Ndongo se "tiró" por una ventana del Palacio Presidencial, permaneciendo en el suelo cinco horas, siendo apaleado durante ese espacio de tiempo, y posteriormente encarcelado, donde falleció el 26 de marzo en circunstancias no explicadas. Todo esto ocurrió tras liderar un intento de golpe de Estado el 5 de marzo de 1969 junto a Saturnino Ibongo.

## Vida personal
Durante su exilio en Gabón, Ndongo se casó con una de las hijas del presidente gabonés Léon M'ba. Posteriormente contrajo matrimonio con Marthe Ekemeyong Moumié, exesposa del asesinado dirigente independentista camerunés Félix-Roland Moumié. Tras el intento de golpe de Estado de 1969, Moumié fue encarcelada y torturada, siendo finalmente exiliada a Camerún años después.
Durante su exilio, Ndongo aprendió inglés y francés.